# Sagrados Corazones de Jesús y María en Tor Fiorenza (título cardenalicio)
Sagrados Corazones de Jesús y María en Tor Fiorenza es un título cardenalicio de la Iglesia Católica. Fue instituido por el papa Francisco en 2015.

## Titulares
- Edoardo Menichelli (14 de febrero de 2015)